# Committee on Social Thought
Das John U. Nef Committee on Social Thought (dt. Komitee für soziales Denken) ist eines von mehreren Graduiertenkollegs der Universität von Chicago. Es wurde 1941 durch den US-Wirtschaftshistoriker John Ulric Nef in Zusammenarbeit mit dem Wirtschaftswissenschaftler Frank Knight, dem Anthropologen Robert Redfield und dem damaligen Universitätspräsidenten Robert Maynard Hutchins gegründet. Die Walgreen Lectures dienten um 1950 der Diskussion.
Das Komitee ist interdisziplinär und auf kein bestimmtes Themenfeld beschränkt. Vielmehr sind Wissenschaftler und Schriftsteller zusammengebracht worden, um die „awareness of the permanent questions at the origin of all learned inquiry“ (dt. etwa Bekanntheit der Fragen der Herkunft alles Wissens) zu fördern.

## Bekannte Mitglieder
Bedeutende ehemalige Mitglieder des Komitees waren u. a.
- die Schriftsteller T. S. Eliot, Saul Bellow und J. M. Coetzee
- die Politikwissenschaftler Hannah Arendt, James E. Block, Allan Bloom und David Grene, Mark Lilla
- die Historiker Harold A. Innis, R. H. Tawney, Arnaldo Momigliano, François Furet, Lorraine Daston, David Nirenberg
- der Kunstwissenschaftler Harold Rosenberg
- der Soziologe  Edward Shils, Hans Joas
- der Anthropologe Victor Turner
- der Dichter und Philologe A. K. Ramanujan
- die Philosophen Mircea Eliade, Yves Simon, Leszek Kołakowski, Stephen Toulmin, Paul Ricœur
- und der Wirtschaftswissenschaftler Friedrich Hayek.

Eliot, Bellow, Coetzee und Hayek sind mit dem Nobelpreis ausgezeichnet worden.
Momentan sind u. a. die Religionswissenschaftlerin Wendy Doniger, der Theologe David Tracy, der Psychologe und Philosoph Jonathan Lear, der Philosoph Robert B. Pippin, der Altphilologe und Literaturwissenschaftler Glenn W. Most, der Wirtschaftswissenschaftler Robert Fogel, die Wissenschaftshistorikerin Lorraine Daston, der Soziologe Hans Joas, der Dichter Adam Zagajewski, der Philosoph Heinrich Meier und der Kunsthistoriker Andrei Pop am Komitee tätig.

## Weblink
- Committee on Social Thought – Homepage (engl.)